# Leica M10
Leica M9 Leica M11
Le Leica M10 est un appareil photographique numérique télémétrique de 24 mégapixels fabriqué par Leica et annoncé le 19 janvier 2017. Il accepte les objectifs à monture Leica M.  Il succède au Leica M9 et présente des similitudes et des différences avec le Leica M (Typ 240), le Leica M (Typ 262) et le Leica M Monochrom (en). Il existe cinq variantes de la gamme M10 : le M10, le M10-P, le M10-D, le M10 Monochrom et le M10-R.

## Différences par rapport aux autres appareils photo numériques récents de la série M de Leica
- Nouveau capteur (24 MP full-frame CMOS)
- Agrandissement du viseur de 30 %, le grossissement passant de 0,68× à 0,73×.
- Augmentation de 50 % du dégagement oculaire du viseur pour les porteurs de lunettes.
- Profondeur du boîtier de 33,75 mm, soit 4 mm de moins que le Leica M Typ 240 - les mêmes dimensions que les appareils photo argentiques Leica M.
- Connectivité LAN sans fil - le premier appareil photo Leica M doté de cette fonctionnalité.
- Contrôlable à distance à l'aide d'une application dédiée (Apple iOS uniquement au moment de la sortie de l'appareil)
- Sélecteur ISO manuel sur la plaque supérieure, sélectionnable entre ISO 100 et 6400, ISO automatique et ISO personnalisé
- De 100 à 50000 ISO - une plage beaucoup plus large
- Plage dynamique améliorée
- Prise de vue en continu à 5 images par seconde
- Système de menus révisé
- Configuration simplifiée des boutons arrière
- Une nouvelle batterie plus petite
- Pas d'enregistrement vidéo
- Augmentation de la plage dynamique jusqu'à 12,9 EV et amélioration des performances en basse lumière.

## Leica M10-P
Le Leica M10-P a été annoncé le 21 août 2018. Le design du M10-P diffère de celui du M10 car il n'a pas le point rouge de Leica à l'avant, mais plutôt l'écriture de Leica sur sa plaque supérieure. En outre, le M10-P est doté d'un écran LCD tactile, d'un niveau électronique et d'un mécanisme d'obturation plus silencieux. Le prix de vente du M10-P est plus élevé que celui du M10.

## Leica M10 (P) Monochrom
Le Leica M10 (P) Monochrom a été présenté en janvier 2020 avec un nouveau capteur CMOS plein cadre (24×36 mm) de 41 MP. Également connu sous le nom de Typ 6376. Numéro de code Leica : 20 050. ISO : 160 à 100 000 (au lieu de 320 comme limite minimale sur le précédent Monochrom Typ 262) Exposition : 16 min. à 1/4000e sec. N'existe qu'en noir.
L'appareil est appelé "Monochrom" car le capteur n'est pas équipé d'un filtre à réseau de Bayer, ce qui signifie que : 1- il n'enregistre les intensités de lumière qu'en noir et blanc (aucune image en couleur ne peut être obtenue) 2- du fait de l'absence de filtre rouge vert bleu de Bayer, il reçoit plus de lumière, est plus sensible avec son réglage ISO le plus élevé étant de 100 000, présente moins de bruit à des ISO élevés, rend plus de détails (et plus précis) (car il n'y a pas de dématricage, un processus numérique généralement opéré par le processeur de l'appareil photo à partir de l'information partielle fournie par un capteur de type Bayer qui ne "voit" le bleu (ou le rouge) qu'avec un quart de ses pixels, le reste devant être "inventé" par le processus de dématricage).
Le Leica M10P Monochrom est la troisième itération d'un tel appareil photo équipé d'un capteur noir et blanc uniquement, Leica étant la seule marque à fabriquer des appareils photo monochromes non moyen format (Phase One produit l'IQ4 Achromatic). La première génération a commencé avec le Leica M9, équipé d'un capteur CCD Kodak de 18 MP, en 2012. Le modèle suivant, dont le nom de code est Typ 246, est dérivé du Leica M240 : il est équipé d'un capteur CMOS plein format de 24 MP et est sorti en 2015. Le M10P Monochrom est la troisième génération du concept noir et blanc uniquement. Il partage la plupart de sa construction avec le M10P (couleur) sorti en 2018 : - mise au point manuelle (avec tous les objectifs à baïonnette du système M de Leica et d'autres marques avec cette monture (appelée monture M), - même taille (boîtier) que les appareils photo argentiques M (depuis 1954), réduite par rapport aux générations précédentes encombrantes d'appareils photo numériques M, - écran LCD à commande tactile à l'arrière (pas de commande tactile sur le M10 original sorti en 2017), - 2 Go buffer (doublé sur le M10 original 2017) - même processeur Maestro 2 - même Visoflex 020 supplémentaire (incluant la fonction GPS) - compensation d'exposition (+ ou - 3 EV) La principale différence entre le M10P et le M10P monochrome réside dans leurs capteurs respectifs : capteur couleur (filtre à réseau de Bayer) de 24 MP pour le M10P, capteur noir et blanc de 41 MP pour le M10P Monochrom.

## Leica M10-R
Le Leica M10-R annoncé le 16 juillet 2020 possède 40 mégapixels par rapport au capteur de 24 mégapixels du M10. Les niveaux de bruit sont également réduits.
Le M10-R est la cinquième variante de la gamme M10 et l'entreprise le considère comme le « summum » de la gamme.